# Cyrtomium hemionitis
Cyrtomium hemionitis är en träjonväxtart som beskrevs av Christ. Cyrtomium hemionitis ingår i släktet Cyrtomium och familjen Dryopteridaceae. Inga underarter finns listade.